# Love This Giant
Love This Giant je společné studiové album Davida Byrne a St. Vincent. Album bylo vydáno 10. září 2012 vydavatelstvími 4AD a Todo Mundo. Jeho nahrávání začalo již v roce 2009, dokončeno bylo roku 2012. Nahrávalo se v několika různých studiích, převážně v New Yorku. Kromě dvou hlavních hudebníků se na desce podílela řada hráčů na žesťové nástroje.

## Seznam skladeb
1. „Who“ – 3:50
2. „Weekend in the Dust“ – 3:05
3. „Dinner for Two“ – 3:43
4. „Ice Age“ – 3:13
5. „I Am an Ape“ – 3:05
6. „The Forest Awakes“ – 4:52
7. „I Should Watch TV“ – 3:08
8. „Lazarus“ – 3:13
9. „Optimist“ – 3:49
10. „Lightning“ – 4:15
11. „The One Who Broke Your Heart“ – 3:46
12. „Outside of Space & Time“ – 4:34

## Obsazení
- David Byrne – kytara, zpěv
- St. Vincent – kytara, zpěv

Další hudebníci
- Jacquelyn Adams – francouzský roh
- Randy Andos – tuba
- Antibalas Afrobeat Orchestra
  - Stuart D. Bogie – saxofon
  - Jordan McLean – trubka
  - Martín Perna – saxofon
- Jack Bashkow – saxofon, klarinet
- Lawrence Di Bello – francouzský roh
- Ravi Best – trubka
- Ron Blake – saxofon
- Jeff Caswell – baspozoun
- John Congleton – programované bicí, syntezátory
- The Dap-Kings
  - Cochemea Gastelum – saxofon
  - David Guy – trubka
- Eric Davis – francouzský roh
- Dominic Derasse – trubka
- Rachel Drehmann – francouzský roh
- Steve Elson – saxofon
- Kenneth Finn – euphonium, pozoun
- Gareth Flowers – trubka
- Alex Foster – saxofon
- Josh Frank – trubka
- Paul Frazier – baskytara
- Earl Gardner – trubka
- Mike Gurfield – trubka
- Stan Harrison – saxofon
- Ian Hendrickson-Smith – saxofon
- Tom Hutchinson – euphonium
- Aaron Johnson – pozoun
- Ryan Keberle – pozoun
- R. J. Kelly – francouzský roh
- Chris Komer – francouzský roh
- Anthony LaMarca – bicí
- William Lang – pozoun
- Bob Magnuson – saxofon
- Brian Mahany – pozoun
- Ozzie Melendez – pozoun
- Patrick Milando – francouzský roh
- Lenny Pickett – saxofon, aranže
- Jonathan Powell – trubka
- Kelly Pratt – trubka, aranže
- Mauro Refosco – vířivý buben, tympány, surdo
- Marcus Rojas – tuba
- Mike Seltzer – pozoun
- Evan Smith – flétna, klarinet
- Bob Stewart – tuba
- Tom Timko – saxofon
- Kyle Turner – tuba
- Steve Turre – pozoun
- Michael Williams – pozoun